# Jonathan Olsson (basist)
Erik Nils Jonathan Olsson, född 14 mars 1989, är en svensk basist. Han spelar i det svenska rockbandet Dynazty sedan år 2013.